# Kodominacja
Kodominacja – zjawisko w genetyce polegające na występowaniu dwóch różnych alleli danego genu, z których żaden nie jest recesywny ani dominujący. W odróżnieniu od dominacji niezupełnej, allele tego genu są sobie równe pod względem siły wzajemnego maskowania się. Jeden i drugi biorą taki sam udział w tworzeniu fenotypu. Oznacza, to że w fenotypie ujawniają się cechy kodowane przez oba warianty genu.
Kodominacja występuje w przypadku dziedziczenia: grup krwi u ludzi w układzie AB 0 (allele LA i LB kodominują) i MN; umaszczenia dereszowatego koni i bydła.